# Walter Rodney
Walter Rodney (ur. 23 marca 1942 w Georgetown, zm. 13 czerwca 1980 tamże) – gujański historyk, nauczyciel akademicki, działacz polityczny.

## Życiorys
Kształcił się w Queen's College, później studiował na Jamajce, w 1966 został doktorem filozofii w londyńskiej School of Oriental and African Studies, następnie wykładał na Uniwersytecie Dar es Salaam w Tanzanii. Znał języki portugalski, hiszpański, francuski i suahili. Jego wykłady cieszyły się wielkim zainteresowaniem i popularnością. Był marksistą i zwolennikiem panafrykanizmu oraz działaczem karaibskiej Black Power, ostro krytykował kapitalizm i panujące na Jamajce stosunki społeczne. W 1968 wrócił na Jamajkę i został wykładowcą na University of the West Indies w Monie, jednak wkrótce otrzymał zakaz dalszej pracy na uczelni wydany przez jamajski rząd; decyzja ta wywołała zamieszki w Kingston. Wkrótce ponownie wyjechał do Tanzanii, gdzie do 1974 wykładał na uniwersytecie w Dar es Salaam. 
W 1974 wrócił do Gujany z zamiarem podjęcia pracy wykładowcy historii na University of Guyana, jednak władze cofnęły zgodę. Mimo to pozostał w Gujanie i wstąpił do nowo powstałej formacji politycznej, Working People’s Alliance. W 1980 zginął w zamachu bombowym.

## Upamiętnienie
Śmierć Rodneya została upamiętniona w wierszu Martina Cartera zatytułowanym „For Walter Rodney”, dubowego poety Lintona Kwesi Johnsona w „Reggae fi Radni” oraz w wierszu Kamau Brathwaite  „Poem for Walter Rodney” (Elegguas, 2010). Z kolei David Dabydeen zamieścił wiersz o Rodneyu w  swoim zbiorze Coolie Odyssey z 1988 roku.
W 1977 roku Centrum Studiów Afrykańskich na Uniwersytecie Bostońskim zainaugurowało serię wykładów Waltera Rodneya.
W 1982 roku Amerykańskie Stowarzyszenie Historyczne przyznało pośmiertnie Walterowi Rodneyowi nagrodę Alberta J. Beveridge'a za historię klasy robotniczej Gujany, 1881-1905.
W 1984 roku Centrum Studiów Karaibskich na Uniwersytecie w Warwick zainaugurowało serię Wykładów Pamięci Waltera Rodneya w uznaniu życia i twórczości jednego z najwybitniejszych naukowców-aktywistów Czarnej Diaspory w okresie po II wojnie światowej.
W 1993 roku rząd Gujany pośmiertnie przyznał Walterowi Rodneyowi Gujanie najwyższe odznaczenie, Order Excellence of Guyana. Rząd Gujany ustanowił także Katedrę Historii im. Waltera Rodneya na Uniwersytecie w Gujanie.
W 1998 roku Instytut Studiów Karaibskich na Uniwersytecie Indii Zachodnich zainaugurował serię wykładów Waltera Rodneya.
W 2004 roku wdowa po Rodneyu, Patricia, wraz z dziećmi przekazała jego prace Bibliotece Roberta L. Woodruffa w Centrum Uniwersyteckim w Atlancie. Od 2004 r. coroczne Sympozjum Waltera Rodneya odbywa się  23 marca (urodziny Rodneya) w Centrum pod patronatem Biblioteki i Wydziału Nauk Politycznych Uniwersytetu Clark Atlanta oraz pod patronatem rodziny Rodney.
W 2005 roku londyńska dzielnica Southwark wzniosła tablicę na Peckham Library Square, upamiętniającą dr Waltera Rodneya, działacza politycznego, historyka i bojownika o wolność na świecie.
W 2006 roku w Instytucie Studiów nad Rozwojem na Uniwersytecie w Dar es Salaam odbyła się Międzynarodowa Konferencja na temat Waltera Rodneya.
W 2006 roku na Wydziale Studiów Afroamerykańskich i Afrykańskich na Uniwersytecie Michigan powstał Konkurs na Esej im. Waltera Rodneya.
W 2006 roku rodzina Rodneya założyła Fundację Waltera Rodneya. Ma siedzibę w Atlancie i ma na celu dzielenie się dziełami i dziedzictwem Rodneya ze światem.
W 2010 roku w York College odbyło się sympozjum upamiętniające Waltera Rodneya.
Wydział Studiów Afroamerykanistycznych na Uniwersytecie Syracuse ustanowił Nagrodę za Osiągnięcia Akademickie im. Angeli Davis/Waltera Rodneya.
Wydział Studiów Afroamerykańskich i Afrykańskich (DAAS) na Uniwersytecie Michigan ustanowił program stypendialny podoktorancki DuBois-Mandela-Rodney.
W 2012 roku na Uniwersytecie Binghamton odbyła się konferencja Waltera Rodneya z okazji 40. rocznicy publikacji How Europe UnderDevelopment Africa.
W 2022 r. na 36. wykładzie upamiętniającym Elsę Goveię, 50. rocznicę wydania książki dr Waltera Rodneya: „How Europe UnderDevelopment Africa” przedstawił Horace G. Campbell na University of the West Indies.
Rodney jest tematem filmu dokumentalnego Clairmonta Chunga z 2010 roku, W.A.R. Stories: Walter Anthony Rodney.
Walter Rodney Close w londyńskiej dzielnicy Newham został nazwany na cześć Rodneya.
Walter Rodney jest wymieniony na Black Achievers Wall w Międzynarodowym Muzeum Niewolnictwa w Liverpoolu w Wielkiej Brytanii.